# Copa Heineken 1999-00
La Copa de Campeones Europeos de Rugby 1999–00 fue la 5.ª edición de la máxima competición continental.

## Desarrollo
En esta edición fueron 24 los equipos participantes, divididos por primera vez en 6 grupos de 4, para afrontar la primera fase de la competición, la fase de grupos. Tras las 6 jornadas correspondientes a esta primera fase, los primeros de cada grupo y los 2 mejores segundos se clasificaron para disputar los cuartos de final, a partidos único, las semifinales y la final. 
En esta 5.ª edición del torneo participaron 6 equipos franceses, 5 galeses, 3 irlandeses, 2 italianos, 2 escoceses, de nuevo hubo presencia de equipos ingleses tras su ausencia en la temporada 1998/99. Fueron 6 los equipos ingleses participantes este año.

### Playoffs
Los 6 equipos que acabaron primeros de grupo se clasificaron para cuartos de final, además de los 2 equipos que acabaron en segunda posición con más puntos. Los equipos que jugaron como locales fueron los que más puntos consiguieron, o en caso de empate se aplicó el criterio de ensayos a favor o diferencia entre puntos anotados y encajados. En las semifinales se aplicó el mismo criterio para decidir qué equipo jugaba como local. La final se disputó el 27 de mayo del año 2000 en el  Twickenham Stadium en Londres ante 68.441 espectadores. Northampton Saints se coronó como quinto Campeón de Europa.

## Fase de grupos
| \| GRUPO 1 \| |                  |     |     |     |     |     |      |     |
| | Equipo           | Pts | Jug | Gan | Emp | Per | Ens+ | +/- |
| 1 | Stade Français   | 8   | 6   | 4   | 0   | 2   | 22   | +83 |
| 2 | Leinster Rugby   | 8   | 6   | 4   | 0   | 2   | 12   | +12 |
| 3 | Glasgow Rugby    | 4   | 6   | 2   | 0   | 4   | 14   | -49 |
| 4 | Leicester Tigers | 4   | 6   | 2   | 0   | 4   | 12   | -46 |
| Ens+ son ensayos a favor. +/- es la diferencia de puntos anotados a favor y en contra. Esos son los criterios de desempate por ese orden. Victoria = 2 puntos. Empate = 1 punto. |                  |     |     |     |     |     |      |     |
| GRUPO 1 |                  |     |     |     |     |     |      |     |

| GRUPO 1 |

| Jornada | _____Local_____ | Resultado | ___Visitante___ |
| ------- | --------------- | --------- | --------------- |
| 1       | Leinster        | 27-20     | Leicester       |
| 1       | Stade Français  | 37-18     | Glasgow         |
| 2       | Glasgow         | 29-17     | Leinster        |
| 2       | Leicester       | 30-25     | Stade Français  |
| 3       | Stade Français  | 39-6      | Leinster        |
| 3       | Glasgow         | 30-17     | Leicester       |
| 4       | Leinster        | 24-23     | Stade Français  |
| 4       | Leicester       | 34-21     | Glasgow         |
| 5       | Leinster        | 44-17     | Glasgow         |
| 5       | Stade Français  | 38-16     | Leicester       |
| 6       | Glasgow         | 15-30     | Stade Français  |
| 6       | Leicester       | 10-32     | Leinster        |

| \| GRUPO 2 \| |             |        |         |           |         |          |      |      |
| | Equipo      | Puntos | Jugados | Victorias | Empates | Derrotas | Ens+ | +/-  |
| 1 | Toulouse    | 10     | 6       | 5         | 0       | 1        | 25   | +127 |
| 2 | Bath Rugby  | 8      | 6       | 4         | 0       | 2        | 15   | +90  |
| 3 | Swansea RFC | 6      | 6       | 3         | 0       | 3        | 14   | -11  |
| 4 | Petrarca    | 0      | 6       | 0         | 0       | 6        | 11   | -206 |
| Ens+ son ensayos a favor. +/- es la diferencia de puntos anotados a favor y en contra. Esos son los criterios de desempate por ese orden. Victoria = 2 puntos. Empate = 1 punto. |             |        |         |           |         |          |      |      |
| GRUPO 2 |             |        |         |           |         |          |      |      |

| GRUPO 2 |

| Jornada | _____Local_____ | Resultado | ___Visitante___ |
| ------- | --------------- | --------- | --------------- |
| 1       | Swansea         | 66-19     | Petrarca        |
| 1       | Bath            | 25-32     | Toulouse        |
| 2       | Petrarca        | 15-56     | Bath            |
| 2       | Toulouse        | 46-3      | Swansea         |
| 3       | Swansea         | 10-9      | Bath            |
| 3       | Petrarca        | 17-39     | Toulouse        |
| 4       | Toulouse        | 51-0      | Petrarca        |
| 4       | Bath            | 20-9      | Swansea         |
| 5       | Swansea         | 9-18      | Toulouse        |
| 5       | Bath            | 41-0      | Petrarca        |
| 6       | Petrarca        | 25-29     | Swansea         |
| 6       | Toulouse        | 14-19     | Bath            |

| \| GRUPO 3 \| |              |        |         |           |         |          |      |      |
| | Equipo       | Puntos | Jugados | Victorias | Empates | Derrotas | Ens+ | +/-  |
| 1 | Llanelli RFC | 10     | 6       | 5         | 0       | 1        | 17   | +66  |
| 2 | London Wasps | 10     | 6       | 5         | 0       | 1        | 16   | +64  |
| 3 | CS Bourgoin  | 4      | 6       | 2         | 0       | 4        | 14   | -22  |
| 4 | Ulster Rugby | 0      | 6       | 0         | 0       | 6        | 4    | -108 |
| Ens+ son ensayos a favor. +/- es la diferencia de puntos anotados a favor y en contra. Esos son los criterios de desempate por ese orden. Victoria = 2 puntos. Empate = 1 punto. |              |        |         |           |         |          |      |      |
| GRUPO 3 |              |        |         |           |         |          |      |      |

| GRUPO 3 |

| Jornada | _____Local_____ | Resultado | ___Visitante___ |
| ------- | --------------- | --------- | --------------- |
| 1       | Bourgoin        | 26-12     | Ulster          |
| 1       | Wasps           | 22-13     | Llanelli        |
| 2       | Ulster          | 6-19      | Wasps           |
| 2       | Llanelli        | 29-10     | Bourgoin        |
| 3       | Ulster          | 6-29      | Llanelli        |
| 3       | Bourgoin        | 15-21     | Wasps           |
| 4       | Llanelli        | 20-3      | Ulster          |
| 4       | Wasps           | 37-23     | Bourgoin        |
| 5       | Bourgoin        | 30-36     | Llanelli        |
| 5       | Wasps           | 49-17     | Ulster          |
| 6       | Ulster          | 27-36     | Bourgoin        |
| 6       | Llanelli        | 25-15     | Wasps           |

| \| GRUPO 4 \| |                |        |         |           |         |          |      |     |
| | Equipo         | Puntos | Jugados | Victorias | Empates | Derrotas | Ens+ | +/- |
| 1 | Munster Rugby  | 10     | 6       | 5         | 0       | 1        | 19   | +56 |
| 2 | Saracens       | 6      | 6       | 3         | 0       | 3        | 24   | +53 |
| 3 | US Colomiers   | 4      | 6       | 2         | 0       | 4        | 13   | -50 |
| 4 | Pontypridd RFC | 4      | 6       | 2         | 0       | 4        | 13   | -59 |
| Ens+ son ensayos a favor. +/- es la diferencia de puntos anotados a favor y en contra. Esos son los criterios de desempate por ese orden. Victoria = 2 puntos. Empate = 1 punto. |                |        |         |           |         |          |      |     |
| GRUPO 4 |                |        |         |           |         |          |      |     |

| GRUPO 4 |

| Jornada | _____Local_____ | Resultado | ___Visitante___ |
| ------- | --------------- | --------- | --------------- |
| 1       | Munster         | 32-10     | Pontypridd      |
| 1       | Colomiers       | 19-16     | Saracens        |
| 2       | Pontypridd      | 22-14     | Colomiers       |
| 2       | Saracens        | 34-35     | Munster         |
| 3       | Colomiers       | 15-31     | Munster         |
| 3       | Saracens        | 52-35     | Pontypridd      |
| 4       | Pontypridd      | 18-22     | Saracens        |
| 4       | Munster         | 23-5      | Colomiers       |
| 5       | Munster         | 31-30     | Saracens        |
| 5       | Colomiers       | 38-21     | Pontypridd      |
| 6       | Pontypridd      | 38-36     | Munster         |
| 6       | Saracens        | 52-15     | Colomiers       |

| \| GRUPO 5 \| |                  |        |         |           |         |          |      |     |
| | Equipo           | Puntos | Jugados | Victorias | Empates | Derrotas | Ens+ | +/- |
| 1 | Cardiff RFC      | 9      | 6       | 4         | 1       | 1        | 14   | +27 |
| 2 | Montferrand      | 8      | 6       | 4         | 0       | 2        | 19   | +69 |
| 3 | Benetton Treviso | 4      | 6       | 2         | 0       | 4        | 6    | -67 |
| 4 | Harlequins       | 3      | 6       | 1         | 1       | 4        | 6    | -29 |
| Ens+ son ensayos a favor. +/- es la diferencia de puntos anotados a favor y en contra. Esos son los criterios de desempate por ese orden. Victoria = 2 puntos. Empate = 1 punto. |                  |        |         |           |         |          |      |     |
| GRUPO 5 |                  |        |         |           |         |          |      |     |

| GRUPO 5 |

| Jornada | _____Local_____ | Resultado | ___Visitante___ |
| ------- | --------------- | --------- | --------------- |
| 1       | Cardiff         | 32-32'    | Harlequins      |
| 1       | Benetton        | 15-21     | Montferrand     |
| 2       | Harlequins      | 19-22     | Benetton        |
| 2       | Montferrand     | 46-13     | Cardiff         |
| 3       | Cardiff         | 23-16     | Benetton        |
| 3       | Harlequins      | 21-9      | Montferrand     |
| 4       | Benetton        | 16-40     | Cardiff         |
| 4       | Montferrand     | 32-9      | Harlequins      |
| 5       | Benetton        | 24-23     | Harlequins      |
| 5       | Cardiff         | 30-5      | Pontypridd      |
| 6       | Harlequins      | 26-30     | Cardiff         |
| 6       | Montferrand     | 41-7      | Benetton        |

| \| GRUPO 6 \| |                    |        |         |           |         |          |      |     |
| | Equipo             | Puntos | Jugados | Victorias | Empates | Derrotas | Ens+ | +/- |
| 1 | Northampton Saints | 10     | 6       | 5         | 0       | 1        | 19   | +97 |
| 2 | Edinburgh Reivers  | 6      | 6       | 3         | 0       | 3        | 13   | -30 |
| 3 | Grenoble           | 6      | 6       | 3         | 0       | 3        | 13   | -46 |
| 4 | Neath RFC          | 2      | 6       | 1         | 0       | 5        | 13   | -21 |
| Ens+ son ensayos a favor. +/- es la diferencia de puntos anotados a favor y en contra. Esos son los criterios de desempate por ese orden. Victoria = 2 puntos. Empate = 1 punto. |                    |        |         |           |         |          |      |     |
| GRUPO 6 |                    |        |         |           |         |          |      |     |

| GRUPO 6 |

| Jornada | _____Local_____ | Resultado | ___Visitante___ |
| ------- | --------------- | --------- | --------------- |
| 1       | Northampton     | 21-12     | Neath           |
| 1       | Edinburgh       | 23-18     | Grenoble        |
| 2       | Neath           | 20-31     | Edinburgh       |
| 2       | Grenoble        | 20-18     | Northampton     |
| 3       | Neath           | 43-14     | Grenoble        |
| 3       | Northampton     | 32-8      | Edinburgh       |
| 4       | Edinburgh       | 8-47      | Northampton     |
| 4       | Grenoble        | 21-10     | Neath           |
| 5       | Edinburgh       | 23-20     | Neath           |
| 5       | Northampton     | 27-16     | Grenoble        |
| 6       | Neath           | 23-39     | Northampton     |
| 6       | Grenoble        | 21-19     | Edinburgh       |

## Fase Final[1]

### Cuartos de final
| 15 de abril de 2000 | Munster Rugby | 27 – 10 | Stade Francais | Thomond Park, Limerick, |  |

| 15 de abril de 2000 | Llanelli RFC | 22 – 3 | Cardiff RFC | Stradey Park, Llanelli, |  |

| 15 de abril de 2000 | Stade Toulousain | 31 – 18 | Montferrand | Stade de Toulouse, Toulouse, |  |

| 16 de abril de 2000 | Northampton Saints | 25 – 22 | London Wasps | Franklin's Gardens, Northampton, |  |

### Semifinales
| 6 de mayo de 2000 | Stade Toulousain                                               | 25 – 31 | Munster Rugby                                                         | Stade Jacques Chaban-Delmas, Burdeos,                             |                                                                   |
|                   | Tries Cazalbou Conversión Marfaing Penales Marfaing (5) Ougier |         | Tries Holland Hayes O'Gara Conversiones (2) O'Gara Penales (4) O'Gara | Asistencia: 28.000 espectadores Árbitro(s): Jim Fleming (Escocia) | Asistencia: 28.000 espectadores Árbitro(s): Jim Fleming (Escocia) |

| 7 de mayo de 2000 | Northampton Saints                             | 31 – 28 | Llanelli RFC                                   | Madejski Stadium, Reading,                                       |                                                                  |
|                   | Tries Bateman Cohen Penales Dawson (6) Grayson |         | Tries James Conversión Jones Penales (7) Jones | Asistencia: 15.118 espectadores Árbitro(s): Alan Lewis (Irlanda) | Asistencia: 15.118 espectadores Árbitro(s): Alan Lewis (Irlanda) |

### Final
| 27 de mayo de 2000 | Northampton Saints  | 9 – 8 | Munster Rugby              | Estadio de Twickenham, Londres,                                 |                                                                 |
|                    | Penales Grayson (3) |       | Tries Wallace Drop Holland | Asistencia: 68.441 espectadores Árbitro(s): Joël Dumé (Francia) | Asistencia: 68.441 espectadores Árbitro(s): Joël Dumé (Francia) |

|                                      |
| Campeón Northampton Saints 1° Título |